# Rotterdam-Marathon
Der Rotterdam-Marathon ist der größte Marathon in den Niederlanden. Er wird seit 1981 jährlich im April in Rotterdam veranstaltet. Seit 2014 bzw. 2015 betragen die Distanzen der Nebenveranstaltungen 4,2 und 10,55 km (Viertelmarathon). Zur Veranstaltung gehörten zuvor auch ein 5- sowie ein 10-km-Lauf.

## Organisation

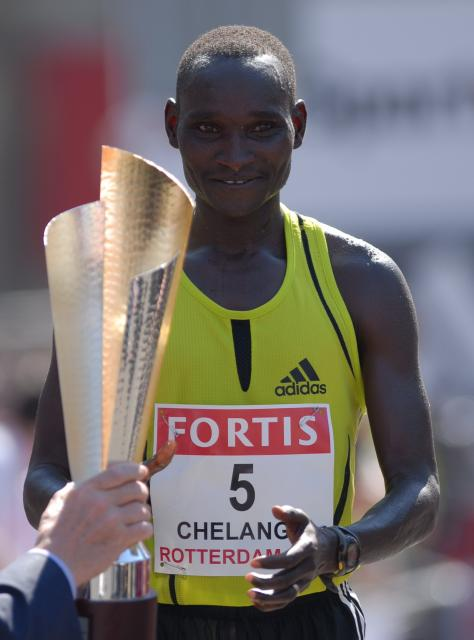
Joshua Chelanga, der Sieger 2007, bei der Siegerehrung

Die Strecke ist ein flacher Rundkurs durch die Innenstadt. Sie beginnt und endet auf der Coolsingel vor dem Rathaus. Zunächst geht es über die Erasmusbrücke auf das linke Ufer der Nieuwe Maas, wo der erste Teil des Kurses absolviert wird. Nachdem De Kuip, das Stadion von Feyenoord Rotterdam passiert wurde, geht es über die Erasmusbrücke zurück in die Innenstadt, wo auf einer Schleife das letzte Drittel der Strecke zurückgelegt wird.
In Rotterdam wurden mehrere Marathon-Weltrekorde aufgestellt: von Carlos Lopes 1985, von Belayneh Dinsamo 1988 und von Tegla Loroupe 1998.
Anlässlich des 20. Laufs wurde im Jahr 2001 an der Marathonstrecke die Skulptur Marathonbeeld errichtet. In den Sockel der von den Organisatoren der Stadt Rotterdam geschenkten Skulptur werden jeweils die Namen der Sieger verewigt.
2020 wurde die Austragung wegen der COVID-19-Pandemie vom 7. April auf den 25. Oktober verlegt, letztendlich aber abgesagt. Im folgenden Jahr fand der Marathon dann zum ersten Mal im Herbst statt. 2022 kehrte man zum Termin im April zurück.

## Statistik

### Streckenrekorde
- Männer: 2:03:36 h, Bashir Abdi (BEL), 2021
- Frauen: 2:18:58 h, Tiki Gelana (ETH), 2012 (schnellste Zeit einer Frau auf niederländischem Boden)

Damit rangiert der Rotterdam-Marathon, mit 4:22:34 h, auf der Liste der schnellsten Marathonveranstaltungen (ermittelt durch Addition der Streckenrekorde) auf Platz 11 weltweit.

### Siegerliste
Quellen: Website des Veranstalters, ARRS
| Datum         | Männer                                              | Nation                                              | Zeit                                                | Frauen                                              | Nation                                              | Zeit                                                |
| ------------- | --------------------------------------------------- | --------------------------------------------------- | --------------------------------------------------- | --------------------------------------------------- | --------------------------------------------------- | --------------------------------------------------- |
| 13. Apr. 2025 | Geoffrey Kamworor                                   | Kenia                                               | 2:04:34                                             | Jackline Cherono                                    | Kenia                                               | 2:21:16                                             |
| 14. Apr. 2024 | Abdi Nageeye -2-                                    | Niederlande                                         | 2:04:45                                             | Ashete Bekere -2-                                   | Äthiopien                                           | 2:19:30                                             |
| 16. Apr. 2023 | Bashir Abdi                                         | Belgien                                             | 2:03:47                                             | Eunice Chumba                                       | Bahrain                                             | 2:20:31                                             |
| 10. Apr. 2022 | Abdi Nageeye                                        | Niederlande                                         | 2:04:56                                             | Haven Hailu                                         | Bahrain                                             | 2:22:00                                             |
| 24. Okt. 2021 | Bashir Abdi                                         | Belgien                                             | 2:03:36                                             | Stella Barsosio                                     | Kenia                                               | 2:22:08                                             |
| 25. Okt. 2020 | Aufgrund der anhaltenden COVID-19-Pandemie abgesagt | Aufgrund der anhaltenden COVID-19-Pandemie abgesagt | Aufgrund der anhaltenden COVID-19-Pandemie abgesagt | Aufgrund der anhaltenden COVID-19-Pandemie abgesagt | Aufgrund der anhaltenden COVID-19-Pandemie abgesagt | Aufgrund der anhaltenden COVID-19-Pandemie abgesagt |
| 7. Apr. 2019  | Marius Kipserem -2-                                 | Kenia                                               | 2:04:11                                             | Ashete Bekere                                       | Äthiopien                                           | 2:22:55                                             |
| 8. Apr. 2018  | Kenneth Kiprop Kipkemoi                             | Kenia                                               | 2:05:44                                             | Visiline Jepkesho                                   | Kenia                                               | 2:23:47                                             |
| 9. Apr. 2017  | Marius Kimutai                                      | Kenia                                               | 2:06:04                                             | Meskerem Assefa                                     | Äthiopien                                           | 2:24:17                                             |
| 10. Apr. 2016 | Marius Kipserem                                     | Kenia                                               | 2:06:11                                             | Letebrhan Haylay                                    | Äthiopien                                           | 2:26:15                                             |
| 12. Apr. 2015 | Abera Kuma                                          | Äthiopien                                           | 2:06:46                                             | Asami Katō                                          | Japan                                               | 2:26:30                                             |
| 13. Apr. 2014 | Eliud Kipchoge                                      | Kenia                                               | 2:05:00                                             | Abebech Afework                                     | Äthiopien                                           | 2:27:50                                             |
| 14. Apr. 2013 | Tilahun Regassa                                     | Äthiopien                                           | 2:05:38                                             | Jemima Jelagat Sumgong                              | Kenia                                               | 2:23:26                                             |
| 15. Apr. 2012 | Yemane Tsegay                                       | Äthiopien                                           | 2:04:48                                             | Tiki Gelana                                         | Äthiopien                                           | 2:18:58                                             |
| 10. Apr. 2011 | Wilson Kwambai Chebet                               | Kenia                                               | 2:05:27                                             | Philes Moora Ongori                                 | Kenia                                               | 2:24:20                                             |
| 11. Apr. 2010 | Patrick Makau Musyoki                               | Kenia                                               | 2:04:48                                             | Aberu Kebede                                        | Äthiopien                                           | 2:25:29                                             |
| 5. Apr. 2009  | Duncan Kibet Kirong                                 | Kenia                                               | 2:04:27                                             | Nailja Julamanowa                                   | Russland                                            | 2:26:30                                             |
| 13. Apr. 2008 | William Kipsang                                     | Kenia                                               | 2:05:49                                             | Ljubow Morgunowa                                    | Russland                                            | 2:25:10                                             |
| 15. Apr. 2007 | Joshua Chelanga                                     | Kenia                                               | 2:08:21                                             | Hiromi Ōminami                                      | Japan                                               | 2:26:37                                             |
| 9. Apr. 2006  | Sammy Korir                                         | Kenia                                               | 2:06:38                                             | Gishu Mindaye                                       | Äthiopien                                           | 2:28:30                                             |
| 10. Apr. 2005 | Jimmy Muindi                                        | Kenia                                               | 2:07:50                                             | Lornah Kiplagat                                     | Niederlande                                         | 2:27:36                                             |
| 4. Apr. 2004  | Felix Limo                                          | Kenia                                               | 2:06:14                                             | Zhor El Kamch                                       | Marokko                                             | 2:26:10                                             |
| 13. Apr. 2003 | William Kiplagat                                    | Kenia                                               | 2:07:42                                             | Olivera Jevtić                                      | Serbien und Montenegro                              | 2:25:23                                             |
| 21. Apr. 2002 | Simon Biwott                                        | Kenia                                               | 2:08:39                                             | Takami Ōminami                                      | Japan                                               | 2:23:43                                             |
| 22. Apr. 2001 | Josephat Kiprono                                    | Kenia                                               | 2:06:50                                             | Susan Chepkemei                                     | Kenia                                               | 2:25:45                                             |
| 16. Apr. 2000 | Kenneth Cheruiyot                                   | Kenia                                               | 2:08:22                                             | Ana Isabel Alonso                                   | Spanien                                             | 2:30:21                                             |
| 18. Apr. 1999 | Japhet Kosgei Kipkorir                              | Kenia                                               | 2:07:09                                             | Tegla Loroupe -3-                                   | Kenia                                               | 2:22:48                                             |
| 19. Apr. 1998 | Fabián Roncero                                      | Spanien                                             | 2:07:26                                             | Tegla Loroupe -2-                                   | Kenia                                               | 2:20:47                                             |
| 20. Apr. 1997 | Domingos Castro                                     | Portugal                                            | 2:07:51                                             | Tegla Loroupe                                       | Kenia                                               | 2:22:07                                             |
| 28. Apr. 1996 | Belayneh Dinsamo -4-                                | Äthiopien                                           | 2:10:30                                             | Lieve Slegers                                       | Belgien                                             | 2:28:06                                             |
| 23. Apr. 1995 | Martín Fiz                                          | Spanien                                             | 2:08:57                                             | Mónica Pont                                         | Spanien                                             | 2:30:34                                             |
| 17. Apr. 1994 | Vincent Rousseau                                    | Belgien                                             | 2:07:51                                             | Miyoko Asahina                                      | Japan                                               | 2:25:52                                             |
| 18. Apr. 1993 | Dionicio Cerón                                      | Mexiko                                              | 2:11:06                                             | Anne van Schuppen                                   | Niederlande                                         | 2:34:15                                             |
| 5. Apr. 1992  | Salvador García                                     | Mexiko                                              | 2:09:16                                             | Aurora Cunha                                        | Portugal                                            | 2:29:14                                             |
| 21. Apr. 1991 | Robert de Castella -2-                              | Australien                                          | 2:09:42                                             | Joke Kleyweg                                        | Niederlande                                         | 2:34:18                                             |
| 22. Apr. 1990 | Hiromi Taniguchi                                    | Japan                                               | 2:10:56                                             | Carla Beurskens -2-                                 | Niederlande                                         | 2:29:47                                             |
| 16. Apr. 1989 | Belayneh Dinsamo -3-                                | Äthiopien                                           | 2:08:39                                             | Elena Murgoci                                       | Rumänien                                            | 2:32:03                                             |
| 17. Apr. 1988 | Belayneh Dinsamo -2-                                | Äthiopien                                           | 2:06:50                                             | Xiao Hongyan                                        | Volksrepublik China                                 | 2:37:46                                             |
| 18. Apr. 1987 | Belayneh Dinsamo                                    | Äthiopien                                           | 2:12:58                                             | Nelly Aerts                                         | Belgien                                             | 2:41:24                                             |
| 19. Apr. 1986 | Abebe Mekonnen                                      | Äthiopien                                           | 2:09:08                                             | Ellinor Ljungros                                    | Schweden                                            | 2:41:06                                             |
| 20. Apr. 1985 | Carlos Lopes                                        | Portugal                                            | 2:07:12                                             | Wilma Rusman                                        | Niederlande                                         | 2:35:32                                             |
| 14. Apr. 1984 | Gidamis Shahanga                                    | Tansania                                            | 2:11:12                                             | Carla Beurskens                                     | Niederlande                                         | 2:34:56                                             |
| 9. Apr. 1983  | Robert de Castella                                  | Australien                                          | 2:08:37                                             | Rosa Mota                                           | Portugal                                            | 2:32:27                                             |
| 22. Mai 1982  | Rodolfo Gómez                                       | Mexiko                                              | 2:11:57                                             | Mathilde Heuing                                     | BR Deutschland                                      | 2:54:03                                             |
| 23. Mai 1981  | John Graham                                         | Vereinigtes Königreich                              | 2:09:28                                             | Marja Wokke                                         | Niederlande                                         | 2:43:23                                             |

### Entwicklung der Finisherzahlen
| Jahr | Marathon | davon Frauen | 10 km | davon Frauen | 5 km | davon Frauen | 1/4 Marathon (10,55 km) | davon Frauen | Mini Marathon/ City Run (4,2 km) | davon Frauen |
| ---- | -------- | ------------ | ----- | ------------ | ---- | ------------ | ----------------------- | ------------ | -------------------------------- | ------------ |
| 2021 | 10866    | 2355         | ---   | ---          | ---  | ---          | 7935                    | 2355         | 822                              | 469          |
| 2020 | ---      | ---          | ---   | ---          | ---  | ---          | ---                     | ---          | ---                              | ---          |
| 2019 | 14558    | 3394         | ---   | ---          | ---  | ---          | 14810                   | 7283         | 1539                             | 849          |
| 2018 | 13997    | 3321         | ---   | ---          | ---  | ---          | 13806                   | 6879         | 1735                             | 983          |
| 2017 | 13139    | 2922         | ---   | ---          | ---  | ---          | 12682                   | 6508         | 1552                             | 834          |
| 2016 | 12813    | 2761         | ---   | ---          | ---  | ---          | 12534                   | 6595         | 1797                             | 980          |
| 2015 | 11883    | 2372         | ---   | ---          | ---  | ---          | 11529                   | 6044         | 1929                             | 1071         |
| 2014 | 10679    | 2079         | 10366 | 5375         | ---  | ---          | ---                     | ---          | 2018                             | 1223         |
| 2013 | 8342     | 1557         | 9786  | 4630         | 1563 | 901          | ---                     | ---          | ---                              | ---          |
| 2012 | 7542     | 1302         | 6856  | 3103         | 1940 | 1088         | ---                     | ---          | ---                              | ---          |
| 2011 | 7328     | 1202         | 6443  | 2765         | 1638 | 795          | ---                     | ---          | ---                              | ---          |
| 2010 | 7856     | 1258         | 4623  | 1922         | 1437 | 621          | ---                     | ---          | ---                              | ---          |
| 2009 | 6444     | 1037         | 3789  | 1625         | 1342 | 562          | ---                     | ---          | ---                              | ---          |
| 2008 | 6841     | 1120         | 3171  | 1338         | 0654 | 328          | ---                     | ---          | ---                              | ---          |
| 2007 | 4340     | 0547         | 2230  | 0878         | 0370 | 197          | ---                     | ---          | ---                              | ---          |
| 2006 | 7323     | 1326         | ---   | ---          | ---  | ---          | ---                     | ---          | ---                              | ---          |